# Islamrat für die Bundesrepublik Deutschland

Ehemaliges Logo (2013)

Der Islamrat für die Bundesrepublik Deutschland e. V. (IR) ist neben der größeren Türkisch-Islamischen Union der Anstalt für Religion e. V., dem Verband der Islamischen Kulturzentren e. V. und dem kleineren Zentralrat der Muslime in Deutschland e. V. ein islamischer Dachverband in Deutschland. Er wurde 1986 als bundesweite Koordinierungsinstanz und gemeinsames Beschlussorgan islamischer Gemeinschaften in Berlin gegründet. Der IR versteht sich als Rechtsnachfolger des 1932 gegründeten „Islamischen Weltkongresses Zweigstelle Berlin e. V.“. Vorsitzender war von 2002 bis 2015 Ali Kızılkaya. Seit 2015 ist Burhan Kesici der Vorsitzende des Islamrats. Sitz des Verbandes ist Köln. Der Islamrat vertritt 37 Mitgliedsvereine mit geschätzten 40.000 bis 60.000 Mitgliedern. Größter Mitgliedsverein ist die türkische Islamische Gemeinschaft Millî Görüş (IGMG), die vom Verfassungsschutz beobachtet wird. Sie stellt die Mehrheit der Mitglieder sowie den Vorsitzenden. Seit April 2007 ist der Islamrat Gründungsmitglied des Koordinierungsrats der Muslime und stellte von April bis September 2008 mit Ali Kızılkaya sowie von April bis September 2020 mit Burhan Kesici dessen Sprecher.

## Selbstverständnis und Ziele
Der Islamrat versteht sich als Interessengemeinschaft von in Deutschland lebenden Muslimen. Hierzu gehören die Bereiche Theologie, Glaubensunterweisung für Jugendliche und Erwachsene, die Durchführung von Gottesdiensten und anderen religiösen Veranstaltungen. Er tritt für die Einheit und den Schutz des Islam ein, für kulturelle und religiöse Verständigung und die Integration der Muslime durch Schaffung einer zukunftsorientierten Infrastruktur. Er strebt die Anerkennung als Körperschaft des öffentlichen Rechts und damit die Gleichstellung mit anderen Religionsgemeinschaften an.
Gemeinsam mit dem Zentralrat der Muslime hat er Kommissionen ins Leben gerufen, die Lobbyarbeit für die Erteilung islamischen Religionsunterrichts an deutschen Schulen und für eine Ausnahmegenehmigung für das Schächten in Deutschland betreiben.
Der Vorsitzende Burhan Kesici machte die Haltung des Islamrats gegenüber Homosexualität deutlich, indem er in einem Radiointerview betonte, dass der Islam dieselbe nicht akzeptiere. „Menschen, die sich als Muslime betrachten und schwul und lesbisch sind“, bezeichnete er als „eine ganz kleine Minderheit“. Im selben Interview mit dem Deutschlandfunk forderte Kesici 2016, dass die restliche Gesellschaft diese Andersartigkeit des Islam akzeptieren solle: „Wir haben da eine Religion, die haben eine andere Vorstellung, aber wir müssen auch lernen, friedlich miteinander zu leben, egal wie unterschiedlich auch unsere Positionen sind.“

## Bundesverbände
- Ahl-al-Bayt Alevitische Religionsgemeinschaft
- Dachverband der Türkisch-Islamischen Vereine in Deutschland
- Deutsch-Afrikanische Transfer-Agency
- Deutsch-Somalischer Verein e. V.
- Ehsan Hilfsorganisation
- Gemeinschaft der Ahl-Al-Bayt-Vereine in Deutschland
- Haqqani Trust – Verein für neue deutsche Muslime
- IGMG-Jugendverband
- Islam-Info e. V.
- Islamische Gemeinschaft Jama' at-un Nur
- Islamische Gemeinschaft Millî Görüş (IGMG)
- Moslemisches Sozialwerk in Europa (Moslemische Kollegenschaft im DGB)
- Muslimischer Sozialer Bund e. V. – CENAZE VAKFI
- Union Marokkanischer Imame
- Verband Islamischer Jugendzentren
- Vereinigung islamischer Gemeinden der Bosniaken in Deutschland

## Landesverbände
- Bündnis der Islamischen Gemeinden in Norddeutschland
- Islamisch-Pädagogisches Institut
- Islamische Föderation Baden-Württemberg
- Islamische Föderation Berlin
- Islamische Föderation Bremen
- Islamische Föderation Hessen
- Islamische Föderation in Bayern
- Islamische Föderation Niedersachsen
- Islamrat für Bayern, Sitz in München
- Islamrat für Rheinland-Pfalz

## Verbindungen zu islamistischen Organisationen
Im aktuellen Verfassungsschutzbericht 2019 des Bundesamtes für Verfassungsschutz wird der Islamrat nicht genannt. Allerdings werden für dessen größte Mitgliedsorganisation, die Islamische Gemeinschaft Millî Görüş (IGMG), Verbindungen zur „Millî Görüş“-Bewegung in der Türkei konstatiert, welche wiederum dem legalistischen Spektrum des Islamismus zugeordnet wird. 2003 vermutete der Verfassungsschutz, dass die IGMG den Islamrat für die Vertretung ihrer Interessen nutzt und verwies darauf, dass der damalige Vorsitzende des Islamrats, Ali Kızılkaya, ehemals Funktionär der IGMG war. Gleiches gilt laut dem niedersächsischen Verfassungsschutz für den langjährigen früheren Vorsitzenden, Hasan Özdogan. Dort wird Kızılkaya auch als ehemaliger Generalsekretär von IGMG genannt. Kizilkaya selbst sieht die IGMG dagegen lediglich als wichtiges, aber nicht als dominierendes Mitglied an. Dem Islamrat wurde auch vorgehalten, mit der von Muammar al-Gaddafi gegründeten World Islamic Peoples Leadership, einer panislamischen Organisation, zusammengearbeitet zu haben, was zur Abwahl des letzten Verbandsvorsitzenden Hasan Özdoğan geführt habe.

## Keine rechtsförmige Religionsgemeinschaft
Das Oberverwaltungsgericht für das Land Nordrhein-Westfalen entschied am 9. November 2017 letztinstanzlich: "Islamverbände" stellen keine Religionsgemeinschaft als Rechtssubjekt dar. Der Zentralrat der Muslime und auch der ebenfalls klagende "Islamrat" erfüllen nicht die Voraussetzung, um als Religionsgemeinschaften im Sinne des GG zu gelten. Damit haben sie auch keinen Anspruch gegen das Land Nordrhein-Westfalen auf die allgemeine Einführung islamischen Religionsunterrichts in den öffentlichen Schulen, entschied das Gericht (Az. 19 A 997/02). Die Richter in Münster bezweifelten vor allem, ob diese Dachverbände über eine ausreichende Lehrautorität gegenüber ihren Mitgliedsverbänden verfügen. Eine Revision gegen das Urteil ließ das Gericht nicht zu. Das Urteil wurde vom Bundesverwaltungsgericht jedoch am 20. Dezember 2018 aufgehoben und nochmals dem Oberverwaltungsgericht NRW in Münster zur Entscheidung vorgelegt. Die oberen Richter bemängelten in ihrem Beschluss, dass mehrere Punkte bei der Urteilsbegründung durch das OVG nicht berücksichtigt worden seien.